# 世矢村
世矢村（せやむら）は茨城県久慈郡にかつて存在した村である。

## 地理
- 現在の常陸太田市の南部、旧常陸太田市の東部に位置する。
- 阿武隈高地の一部に位置し、村の大半は山がちな地形が多い。

## 歴史
村名はかつて存在した世矢郷に由来する。

### 村域の変遷
- 1889年（明治22年）4月1日 - 町村制施行により、亀作村・真弓村・大森村・小目村が合併し久慈郡世矢村が発足。
- 1955年（昭和30年）3月1日 - 世矢村は河内村の一部（西河内上を除く）とともに常陸太田市に編入され、消滅。

変遷表
| 1868年 以前 | 1868年 以前 | 明治22年 4月1日 | 昭和30年 3月1日   | 現在       |
| ----------- | ----------- | --------------- | ----------------- | ---------- |
|             | 亀作村      | 世矢村          | 常陸太田市 に編入 | 常陸太田市 |
|             | 真弓村      | 世矢村          | 常陸太田市 に編入 | 常陸太田市 |
|             | 大森村      | 世矢村          | 常陸太田市 に編入 | 常陸太田市 |
|             | 小目村      | 世矢村          | 常陸太田市 に編入 | 常陸太田市 |

## 人口・世帯

### 人口
総数 [単位： 人]
| 1891年（明治24年） | 3,082 |
| 1920年（大正 9年） | 3,332 |
| 1935年（昭和10年） | 3,477 |
| 1950年（昭和25年） | 4,554 |

### 世帯
総数 [単位： 世帯]
| 1920年（大正 9年） | 729 |
| 1935年（昭和10年） | 663 |
| 1950年（昭和25年） | 785 |

## 交通

### 鉄道
- 日立電鉄
  - 日立電鉄線（2005年4月1日に廃止）
    - 川中子駅